# どしゃぶりの雨の中で
「どしゃぶりの雨の中で」（どしゃぶりのあめのなかで）は、1969年4月25日に日本ビクター（音楽レコード事業部、現：ビクターエンタテインメント）のRCAレコード事業部から発売された和田アキ子の2枚目のシングル。

## 解説
- オリコンチャートで最高19位を記録するヒットとなり、和田の出世作となったが、『NHK紅白歌合戦』では披露されたことがない。
- 2009年、木村充揮（憂歌団）とブルースシンガーの近藤房之助によるユニット・クレイジードッグスがカバーし、彼らのアルバムに収録した。
- 和田アキ子のデビュー50周年を記念し2018年に発売された『アッコがおまかせ ～和田アキ子50周年記念トリビュート・アルバム～』ではサンボマスターがカバーした[3]。

## 収録曲
（全作詞：大日方俊子）
1. どしゃぶりの雨の中で [2:58]
作曲：小田島和彦／編曲：山木幸三郎
2. ボーイ・アンド・ガール [2:33]
作曲：小沢良知／編曲：川口真

## カバー
- 桑田佳祐（自身の番組『桑田佳祐の音楽寅さん』2009年6月8日放送分）